# Приходько, Иван Сергеевич
Иван Сергеевич Приходько (укр. Іван Сергійович Приходько; род. 25 октября 1970, Донецк, УССР, СССР) — государственный и общественный деятель Украины и самопровозглашённой ДНР. Исполняющий обязанности Главы администрации города Горловки (под контролем ДНР) с 14 июля 2016 года. Глава администрации Куйбышевского района города Донецка (2015—2016), глава администрации Киевского и Куйбышевского района города Донецка (2014—2015).

## Биография
Родился 25 октября 1970 года в городе Донецке.
Трудовую деятельность начал в 1987 году в Военторге № 288 учеником мастера. В 1989 году работал в качестве слесаря-ремонтника в Донецком производственном шерстяном объединении «Донсукно». В течение трёх лет стал старшим мастером, а затем начальником РМЦ.
В 1992 году стал коммерческим директором МКП «Зодиак». С 1992 по 1996 год — заместитель директора в МКП «Виктор». В 1995 году, во время работы в компании, поступил в Донецкую государственную академию строительства и архитектуры на специальность «Промышленное и гражданское строительство» и окончил её, защитив диплом инженера-строителя. С 1997 по 1999 год работал водителем в компании «Индустриальный союз Донбасса».
В 1999 году занял должность начальника отдела в компании ЗАО «Донгороборудование». В 2005—2006 годах — заместитель директора в ООО Коммерческо-производственной компании «Алкор».

## Государственная служба

### Украина
С 2006 года на государственной службе — заместитель председателя совета по вопросам деятельности исполнительных органов в Куйбышевском районном совете г. Донецка.
С 2009 по 2010 год первый заместитель директора в Запорожском филиале ДП «НЕФТЕГАЗСЕТИ» НАК «НЕФТЕГАЗА» Украины.
С 2010 по 2013 год заместитель председателя Куйбышевского районного совета в г. Донецке по вопросам деятельности исполнительных органов власти.
В 2012 получил степень магистра менеджмента организаций в Донецком государственном университете управления.
С февраля 2013 по октябрь 2014 — заместитель главы совета по вопросам деятельности исполнительных органов совета в Ворошиловском районе Донецка.

### ДНР
С 16 октября 2014 года — глава администрации Киевского и Куйбышевского районов г. Донецка.
14 июля 2016 года Указом Главы ДНР № 227 назначен исполняющим обязанности главы администрации города Горловки.
4 июня 2018 года Указом Главы ДНР № 165 назначен главой администрации города Горловка.
11 мая 2019 года «за особо выдающиеся заслуги перед Республикой и её народом, связанные с государственным и социально-экономическим развитием Донецкой Народной Республики, защитой государства и его граждан, укреплением авторитета Республики на международном уровне и иные особые заслуги перед народом Донецкой Народной Республики» награждён одной из высших государственных наград Донецкой Народной Республики — орденом Республики.
21 декабря 2022 года ранен вместе с Дмитрием Рогозиным, Виталием Хоценко и другими в результате обстрела гостиницы в Донецке.
18 июня 2025 года за особые трудовые заслуги и выдающиеся достижения перед Республикой и её народом в государственной, социально-экономической, культурной и иных видах профессиональной деятельности награждён медалью «Золотая звезда Героя труда ДНР».

## Семья
Жена — Елена Станиславовна Приходько; два сына — Станислав (род. 1998) и Иван (род. 2007).